# Station Rokkomichi
Station Rokkomichi (六甲道駅, Rokkōmichi-eki) is een spoorwegstation in de wijk Nada-ku in de Japanse stad Kobe. Het wordt aangedaan door de JR Kobe-lijn. Het station heeft vier sporen, die echter niet constant in gebruik zijn.

## Treindienst

### JR West
| 1 | ■ JR Kobe-lijn: | sneltreinen richting Sannomiya en Himeji                |
| 2 | ■ JR Kobe-lijn: | stop- en sneltreinen richting Sannomiya en Himeji       |
| 3 | ■ JR Kobe-lijn: | stop- en sneltreinen richting Amagasaki, Osaka en Kioto |
| 4 | ■ JR Kobe-lijn: | stoptreinen richting Amagasaki, Osaka en Kioto          |

## Geschiedenis
Het station werd in 1934 geopend.

## Overig openbaar vervoer
Bussen 2, 16, 18, 26, 32, 36, 100, 102 en 104 van het busnetwerk van Kōbe.

## Stationsomgeving
Het station ligt midden in de wijk Nada. Het station is omgeven door winkels: zowel aan de noord- en zuidzijde van het station alsook boven het station bevinden zich winkelcentra met naast winkels ook restaurants en andere uitgaansgelegenheden. Daarnaast staan er ook nog enkele woontorens nabij het station.
- Station Shinzaike aan de Hanshin-lijn
- Main Rokkō (winkelcentrum):
  - Daiei (warenhuis)
  - Minato Bank
- Mitsui Sumitomo Bank
- Foresta Rokkō (winkelcentrum)
- McDonald's
- Tsutaya
- Kansai Super (supermarkt)
- 7-Eleven
- FamilyMart

(Tōkaidō-lijn<<) · Ōsaka · Tsukamoto · Amagasaki · Tachibana · Koshienguchi · Nishinomiya · Sakura-Shukugawa · Ashiya · Konan-Yamate · Settsu-Motoyama · Sumiyoshi · Rokkomichi · Nada · Sannomiya · Motomachi · Kōbe · Hyōgo · Shin-Nagata · Takatori · Suma-Kaihinkōen · Suma · Shioya · Tarumi · Maiko · Asagiri · Akashi · Nishi-Akashi · Okubo · Uozumi · Tsuchiyama · Higashi-Kakogawa · Kakogawa · Hoden · Sone · Himeji-Bessho · Gochaku · Himeji · (>>Sanyō-lijn) 

Wadamisaki-lijn: Hyōgo · Wadamisaki